# Ягодник (Мокроног–Требелно)
Ягодник (словен. Jagodnik) — поселення в общині Мокроног-Требелно, регіон Південно-Східна Словенія, Словенія.